# Narong Kittikachorn
Narong Kittikachorn (en thaï : ณรงค์ กิตติขจร), né le 21 octobre 1933 dans l'Ayutthaya et mort le 14 mai 2024 à Bangkok, est un homme politique thaïlandais.

## Biographie
Narong Kittikachorn, né le 21 octobre 1933, est le fils de Thanom Kittikachorn.
Il est diplômé de l'école Suankularb Wittayalai et poursuit ses études à l'Académie militaire royale de Chulachomklao, puis à l'Académie militaire royale de Sandhurst au Royaume-Uni.
Il entre en politique en tant que député du parti Chart Thai pour Ayutthaya en 1983.
Narong Kittikachorn meurt le 14 mai 2024 à l'âge de 90 ans, à Bangkok.